# Mermaids: the body found
Mermaids: The Body Found es un docuficción para televisión, el cual propone la existencia de las criaturas mitológicas conocidas como sirenas marinas, basándose en la hipótesis del simio acuático. Originalmente, el programa fue transmitido el 27 de mayo de 2012 en Animal Planet, y luego el 17 de junio de 2012 en Discovery Channel. Cuenta la historia de un grupo de investigadores en el análisis de un espécimen marino no identificado como también de misteriosas grabaciones subacuáticas, que los llevan a sugerir la existencia de una especie de humanoide marino.

## Argumento
Tres investigadores de la Administración Nacional Oceánica y Atmosférica norteamericana y un exempleado gubernamental, después de involucrarse en el análisis de varamientos de ballenas masivos, provocados por la marina de los Estados Unidos, detectan en las zonas cercanas al fenómeno de una gran similitud con una grabación de 1997, llamada el "bloop". Luego, dentro del estómago de un gran tiburón blanco, los investigadores recuperan el 30% de una extraña criatura la cual presenta características humanoides, como manos similares a las humanas, y la estructura de un animal bípedo en su pelvis, postulando la existencia de una criatura similar a lo que se conoce en el folclore de todo el mundo como sirena.

## Recepción
Mermaids: The Body Found tuvo una audiencia de 3.4 millones de televidentes en Estados Unidos, siendo el programa más visto de Animal Planet después del homenaje de este canal a Steve Irwin luego de su muerte.

## Continuación
Existe una segunda parte de esta película, titulada Mermaids: The new evidence, rodada en estilo de un programa informativo sensacionalista. Al igual que la primera, se trata de una obra de ficción,. En esta secuela se cuentan las "supuestas" reacciones a la primera película, y se ofrecen nuevos vídeos que demostrarían los hechos contados en la misma. Al igual que la primera, esta secuela resultó también muy controvertida y polémica, ya que, mucha gente pensó que se trataba de un informativo real.

## Controversia
Debido a la popularidad del programa, en las redes sociales comenzaron a pulular sitios que mostraban material del programa o este mismo en forma íntegra como un documental real, incorporando la figura del encubrimiento gubernamental para crear una nueva teoría de conspiración. Esto llevó a que el Gobierno de los Estados Unidos, y en particular Administración Nacional Oceánica y Atmosférica, hicieran un comunicado en julio de 2012, para desmentir esto y afirmar que "nunca se ha encontrado evidencia de la existencia de humanoides subacuáticos"

## Crítica
Este tipo de obra han recibido duras críticas porque el tono serio de la mayor parte de la representación implica que se trata de un documental real cuando en realidad es una obra de ficción. Los científicos que aparecen en la obra son en realidad actores. La publicidad del programa incluía un sitio web que simulaba un secuestro gubernamental. Los mensajes indicando que la obra es ficticia pueden ser pasados por alto con facilidad. Las primeras ediciones de los programas de Mermaids aparentemente engañaron a millones de personas en Estados Unidos.